# Rosa Welt-Straus
Rosa Welt-Straus (1856 – 1938) foi uma sufragista e feminista. Nascida na Áustria, ela foi a primeira garota naquele país a se formar no ensino médio e a primeira austríaca a se formar em medicina, além de ser a primeira mulher oftalmologista da Europa.
Ela tinha três irmãs, Ida, Leonora e Sara. Ela se formou em medicina em 1878 pela Universidade de Berna. Após ela e uma de suas irmãs migrarem para os Estados Unidos, ela trabalhou como cirurgiã oftalmologista no Hospital do Olho e no Hospital da Mulher de New York. Ela se casou com o empresário Louis Straus e juntos tiveram uma filha, Nellie Straus-Mochenson. Em 1904, ela participou do primeiro congresso da International Woman Suffrage Alliance como membro da delegação americana. Ela continuou a participar nessa posição por algum tempo, e mais tarde passou a representar a União das Mulheres Hebraicas pela Igualdade de Direitos em Eretz Israel nessas assembleias.
Em 1919, foi criado o primeiro partido feminino de âmbito nacional no Novo Yishuv (a União das Mulheres Hebraicas pela Igualdade de Direitos em Eretz Israel), e Welt-Straus, que havia imigrado para lá naquele ano, foi nomeada sua líder, posição que manteve até sua morte. Em julho de 1920, ela viajou para Londres para participar da assembléia na qual a Organização Sionista Internacional de Mulheres (WIZO) foi estabelecida, e mais tarde naquele ano ela representou a União de Mulheres Hebraicas pela Igualdade de Direitos em Eretz Israel no congresso da International Woman Suffrage Alliance em Genebra. Ela representou a International Woman Suffrage Alliance em comitês internacionais, participou de todos os seus congressos e foi frequentemente incluída em delegações aos primeiros-ministros dos países que realizaram os congressos.
Em 1926 os haredim, que preferiram não enfrentar a possibilidade de um plebiscito, deixaram a Assembleia de Representantes de yishuv, e naquele ano foi feita uma declaração oficial (ratificada pelo governo em atividade em 1927) confirmando "direitos iguais às mulheres em todos aspectos da vida em yishuv – civil, político e econômico." Welt-Straus morreu em Genebra em 1938.